# Kassel villamosvonal-hálózata

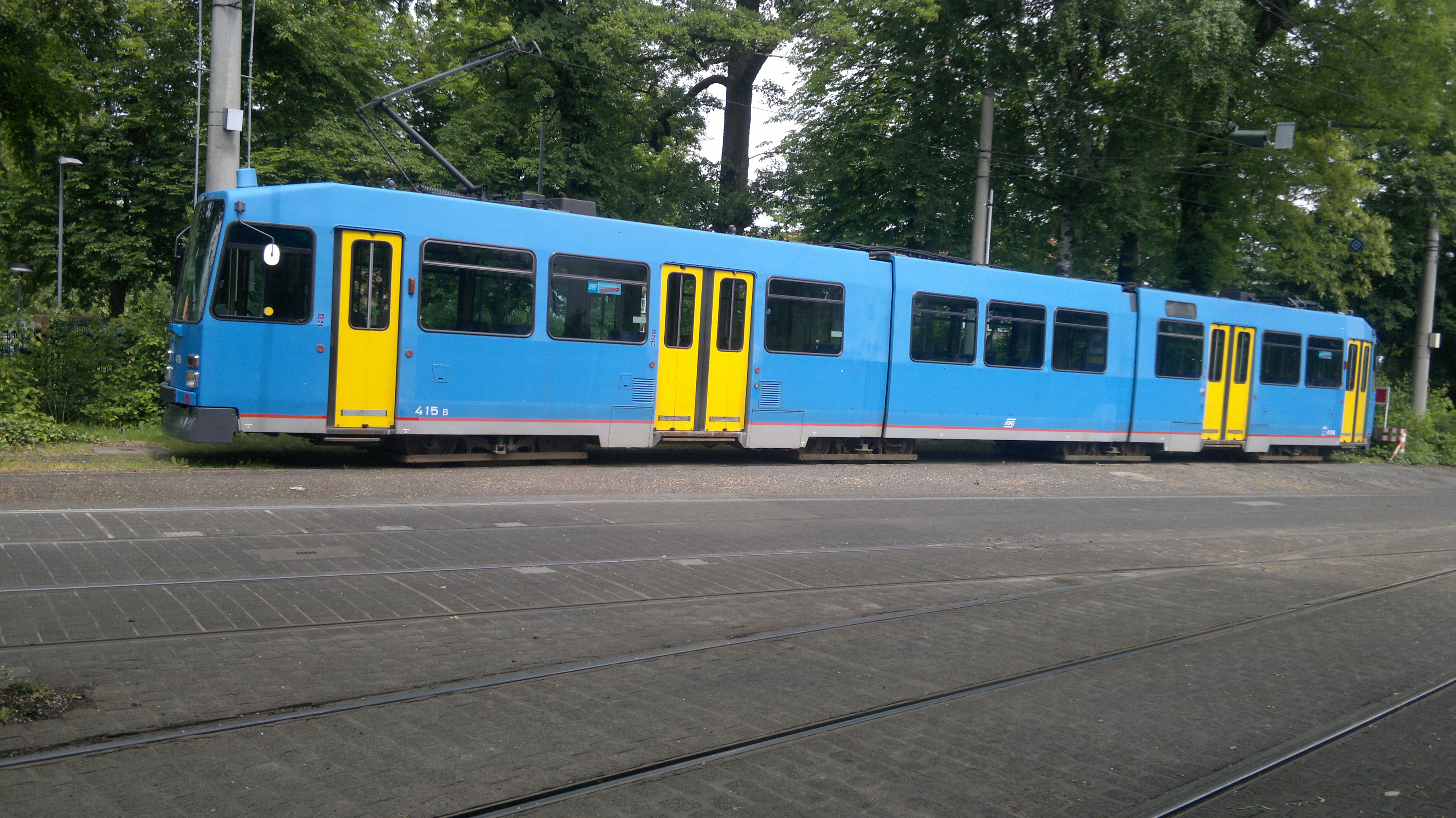
Egy régi villamos...

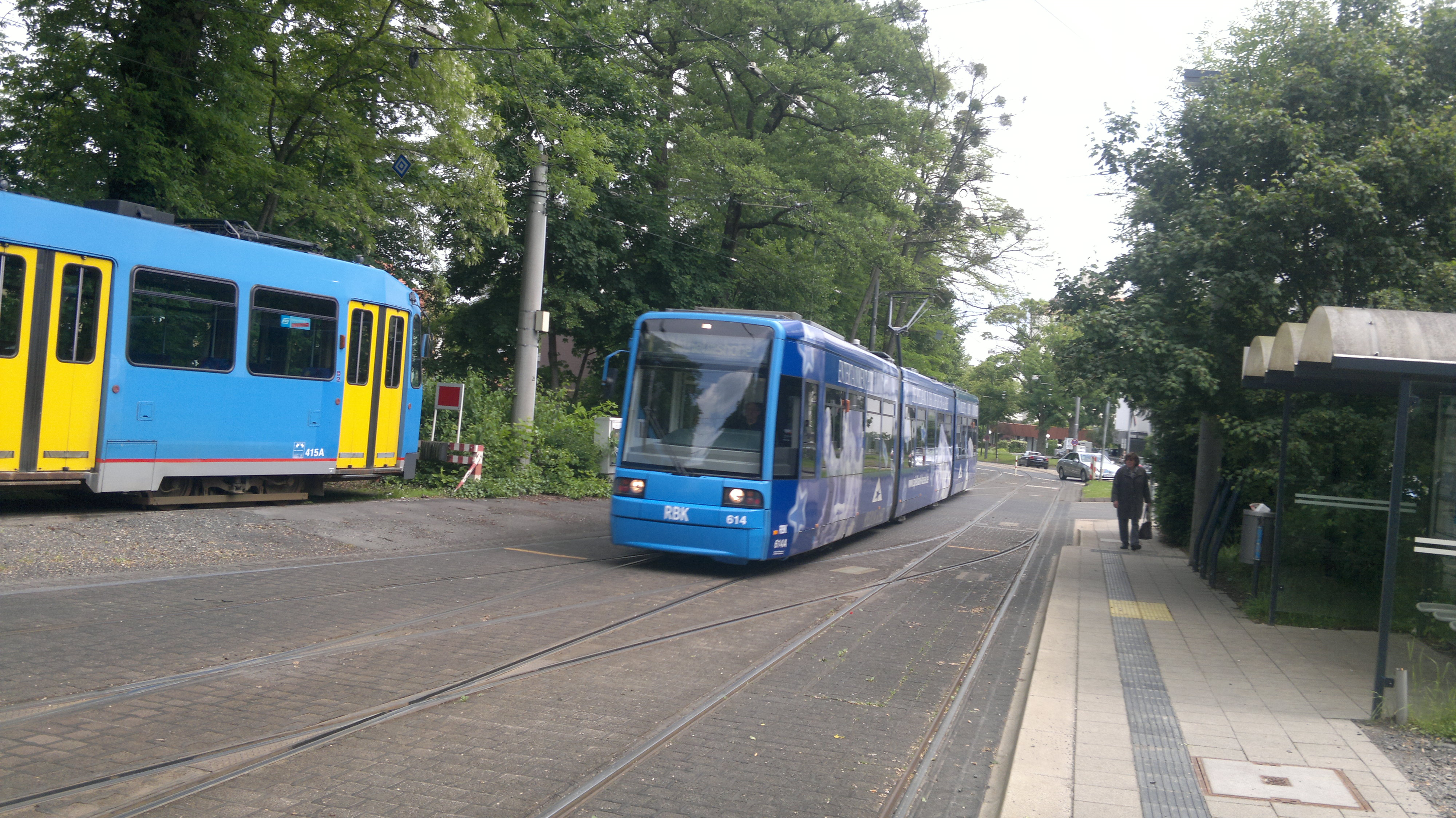
...és egy újabb típus a hálózaton

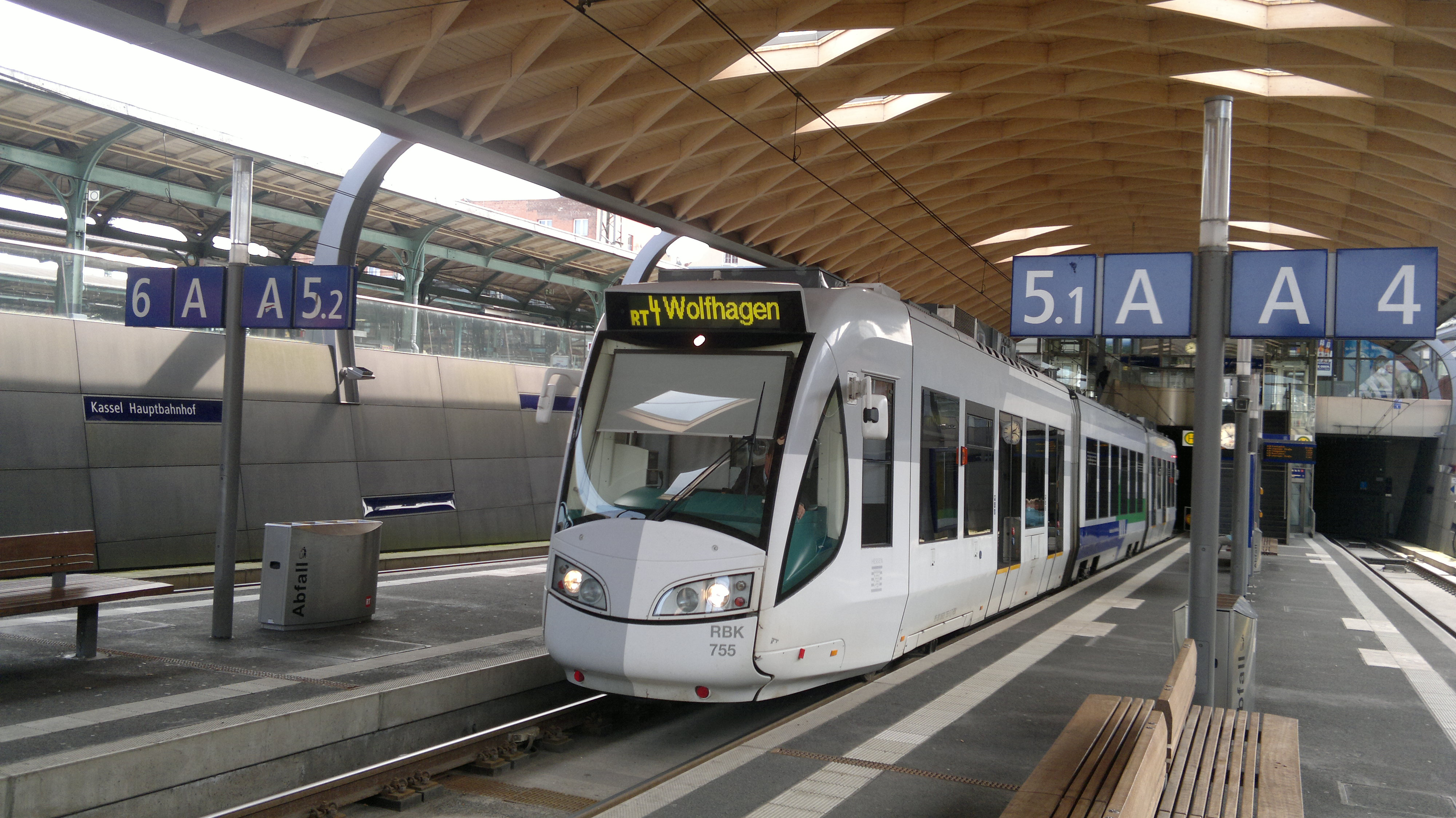
Az egyik Regiotram villamos Kassel Hauptbahnhof alatt

Kassel villamosvonal-hálózata 1877. július 9-én nyílt meg. Napjainkban összesen hét vonalból áll, melyen 127 állomás található. A vonalak nyomtávolsága 1 435 mm, a villamosokat felsővezetékről 600 volt egyenárammal táplálják.
2006-ban álltak üzembe a hibrid meghajtású Alstom RegioCitadisok, melyek a városban felsővezetékről, a városon kívül pedig egy dízel erőforrással üzemelnek.

## Története
A kasseli villamos volt az első olyan hálózat Németországban, amelyet gőzüzemre terveztek. A pályát végül 1899-ben villamosították. Ezzel együtt igen komoly hálózatfejlesztést is végrehajtottak: új vonalakat építettek a meglévőket pedig kétvágányúsították. A második világháború légitámadásai komoly károkat okoztak a városban és a villamoshálózatban egyaránt. Az 1960-as években komolyan felmerült a villamos megszüntetése, de végül erre nem került sor, így válhatott a település a tram-train rendszer egyik úttörőjévé.

## A Hauptbahnhof kiürülése
Mint a legtöbb német városban, a központi vasútállomás, a Hauptbahnhof itt is a villamoshálózat egyik központját jelentette. Még egy villamosalagút is vezetett a pályaudvar alá. A fejpályaudvar azonban nem volt igazán hatékony, mivel sokkal több volt az átutazó utas, mint ahányan ide, vagy innét utaztak.
A Hannover–Würzburg nagysebességű vasútvonal építése kapcsán minden távolsági forgalmat kitettek Kassel-Wilhelmshöhe vasútállomásra. Ez egy átmenő állomás a város szélén, ahol a vonatok irányváltás és az ehhez kapcsolódó időveszteség nélkül tudnak továbbhaladni, érezhetően csökkentve ezzel az átutazó utasok menetidejét. Így a Hauptbahnhofon viszont már csak a regionális forgalom maradt.

## Vonalak és megállók
Az alábbi táblázat a jelenlegi vonalakat és megállókat tartalmazza a Regiotram vonalakkal együtt.
| Linie 1    | Wilhelmshöhe (- Rolandstraße bei Fahrten nur bis Bf Wilhelmshöhe)– Bf Wilhelmshöhe – Wilhelmshöher Allee – Königsplatz – Holländische Straße – Vellmar Nord                                |
| Linie 3    | Druseltal – Bf Wilhelmshöhe – Wilhelmshöher Allee – Königsplatz – Ihringshäuser Straße |
| Linie 4    | Mattenberg – Helleböhn – Bf Wilhelmshöhe – Friedrich-Ebert-Straße – Königsplatz – Leipziger Straße – Kaufungen – Helsa – Hessisch Lichtenau                                                |
| Linie 5    | Baunatal – / (VW-Werk Schleife –) Mattenberg – Auestadion – (Scheidemannplatz nur bei Fahrten bis Am Stern) – Königsplatz – Holländische Straße                                            |
| Linie 6    | Brückenhof – Auestadion – Königsplatz – Wolfsanger |
| Linie 7    | (Baunatal – Mattenberg –) / (Rolandstraße nur bei Fahrten bis Bf Wilhelmshöhe) – Bf Wilhelmshöhe – Goethestraße – Lutherplatz – (5/7 Königsplatz) – Klinikum Kassel – Ihringshäuser Straße |
| Linie 8    | Hessenschanze – Friedrich-Ebert-Straße – Königsplatz – Leipziger Platz – Kaufungen Papierfabrik                                                                                            |
| Linie RT 3 | (Warburg –) Hofgeismar – Immenhausen – Obervellmar – Kassel-Harleshausen – Kassel Hbf – Kassel Rathaus / Fünffensterstr. – Kassel Auestadion                                               |
| Linie RT 4 | Wolfhagen – Zierenberg – Calden – Ahnatal – Obervellmar – Kassel Hbf – weiter als Blockumfahrung: Lutherplatz – Königsplatz – Kassel Hbf                                                   |
| Linie RT 5 | RT 5 (1) Melsungen – Körle – Guxhagen – (Rengershausen ohne Halt) – Kassel Bf Wilhelmshöhe – Kassel Hbf – Kassel Rathaus – Königsplatz – Leipziger Straße (– Kaufungen Papierfabrik)       |
| Linie RT 5 | RT 5 (2) Melsungen – Körle – Guxhagen – Rengershausen – Kassel Bf Wilhelmshöhe – Kassel Hbf – Kassel Rathaus / Fünffensterstr. – Kassel Auestadion                                         |
| Linie RT 9 | Schwalmstadt-Treysa – Wabern – Felsberg – Baunatal – Kassel Bf Wilhelmshöhe – Kassel Hbf – Am Stern – Kassel Leipziger Str.                                                                |

## Járművek
- 401–422 (N8C): 16 egység (1981: 6 db a Duewag-tól, helyettük álltak forgalomba az NGT8 villamosok;
- 451–475 (6NGTW): 15 egység 1990 és 1991 között, majd 10 1994-ben a Duewag-tól;
- 601–622 (8NGTW): 22 egység a Bombardier-től (1999-2000);
- 631–640 (8NGTW): 10 egység a Bombardier-től (2001-2003);
- 651-672 (NGT8): 22 egység a Bombardier-től (2011-2013) – Az N8C (401-416) villamosok helyett